# 魚沼連峰県立自然公園

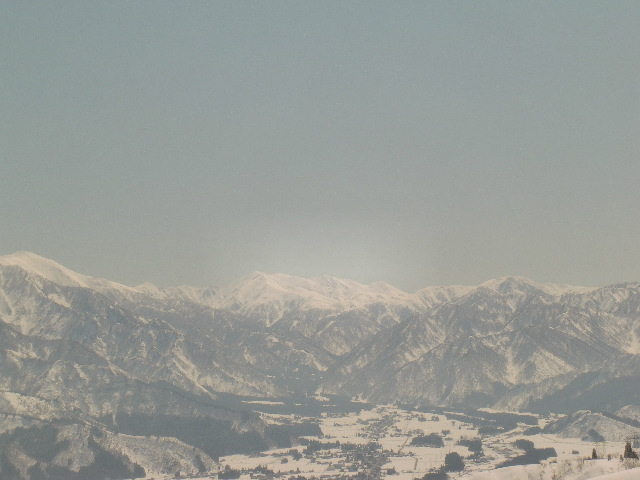
八箇峠から望む冬の魚沼連峰県立自然公園

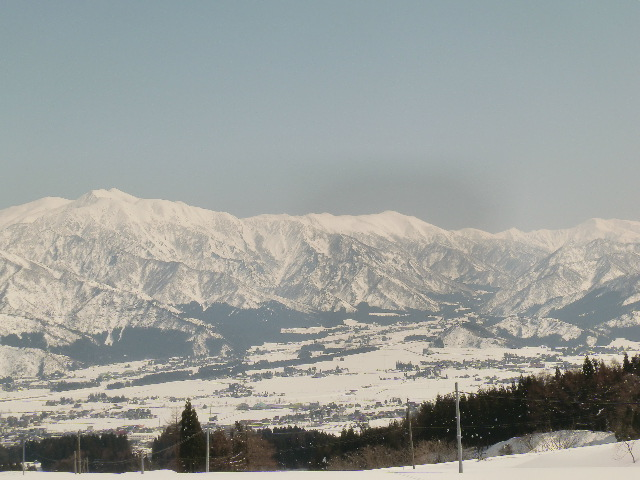
南魚沼市栃窪から望む冬の魚沼連峰県立自然公園

魚沼連峰県立自然公園（うおぬまれんぽうけんりつしぜんこうえん）は、日本百名山・巻機山を中心とした新潟県と群馬県境の山岳地帯にある総面積13,827haの県立自然公園である。

## 沿革
- 1959年（昭和34年）3月24日 指定。
- 2017年（平成29年） - 6月14日、フランスのユネスコ本部で開催されたユネスコMAB計画国際調整理事会で『みなかみユネスコエコパーク』が登録決定（魚沼連峰県立自然公園地域を含む）[1][2]。

## 概要

### 隣接する国立公園・国定公園
- 上信越高原国立公園・越後三山只見国定公園

### 主な山々
- 三国山脈・越後山脈
- 巻機山・牛ヶ岳（1,961.6m）・割引岳（わりめきだけ、1,930.9m）
- 下津川山

### 主な河川・ダム・砂防施設
- 登川・二子沢川
- 魚野川
- 三国川ダム
- 檜倉沢砂防堰堤群
- 二子沢・米子沢砂防堰堤群
- 姥沢第2号砂防堰堤
- 登川流路工

## 見所・周辺観光
- 朝日岳 (群馬県)・清水峠・大源太山
- 金城山・古峰山・台原・学校林・観音山
- 神字川・姥沢川・高棚川
- 六万騎山・長森山
- 阿寺山・坂戸山
- 十字峡・三国川ダム
- 登川河川公園（長大橋・滝谷橋・桜橋）・登川フィッシングパーク
- 上田の郷・織姫農園・清水街道小松屋川永農園・倉友農園
- 雲洞庵
- 槻岡寺・里山と渓谷の道
- 道の駅南魚沼

### 関係市町村
- 新潟県南魚沼市・南魚沼郡湯沢町
- 群馬県利根郡みなかみ町